# Gornji Šeher

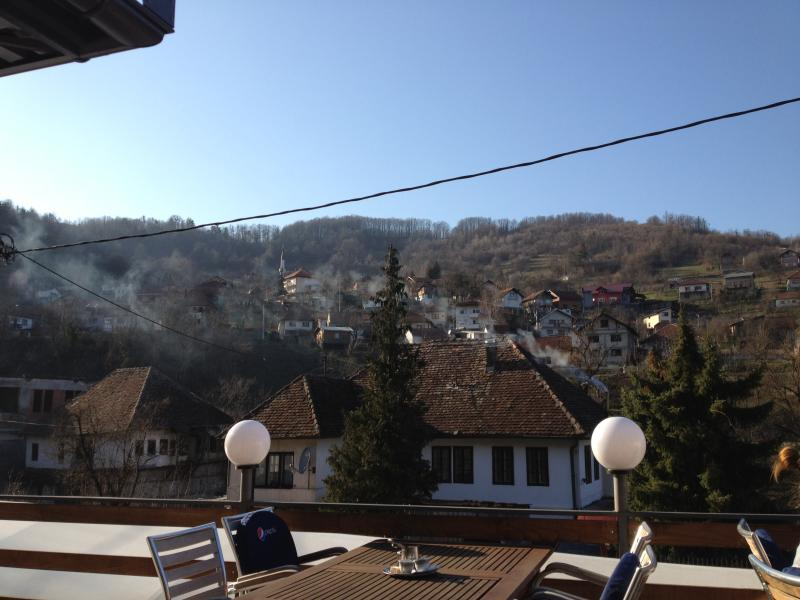
Gornji Šeher

Gornji Šeher är en förort i den bosniska staden Banja Luka, Bosnien och Hercegovina.

## Geografi

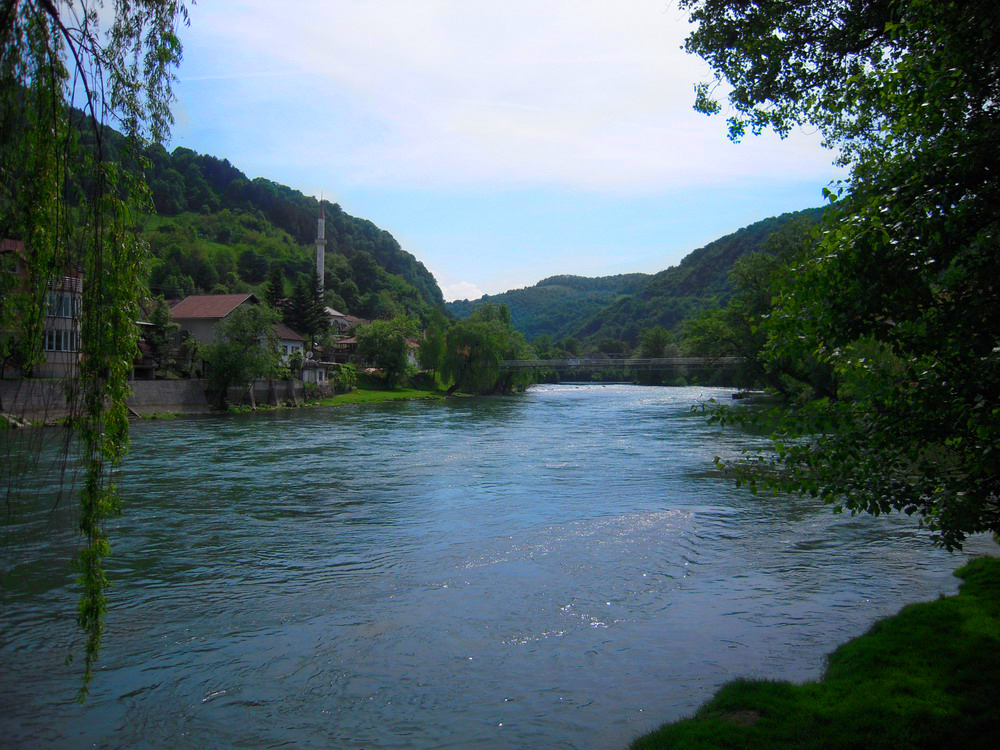
Floden Vrbas

Gornji Šeher ligger söder om staden Banja Luka.

## Hydrologi
Gornji Šeher ligger vid stranden av floden Vrbas. 

## Historia

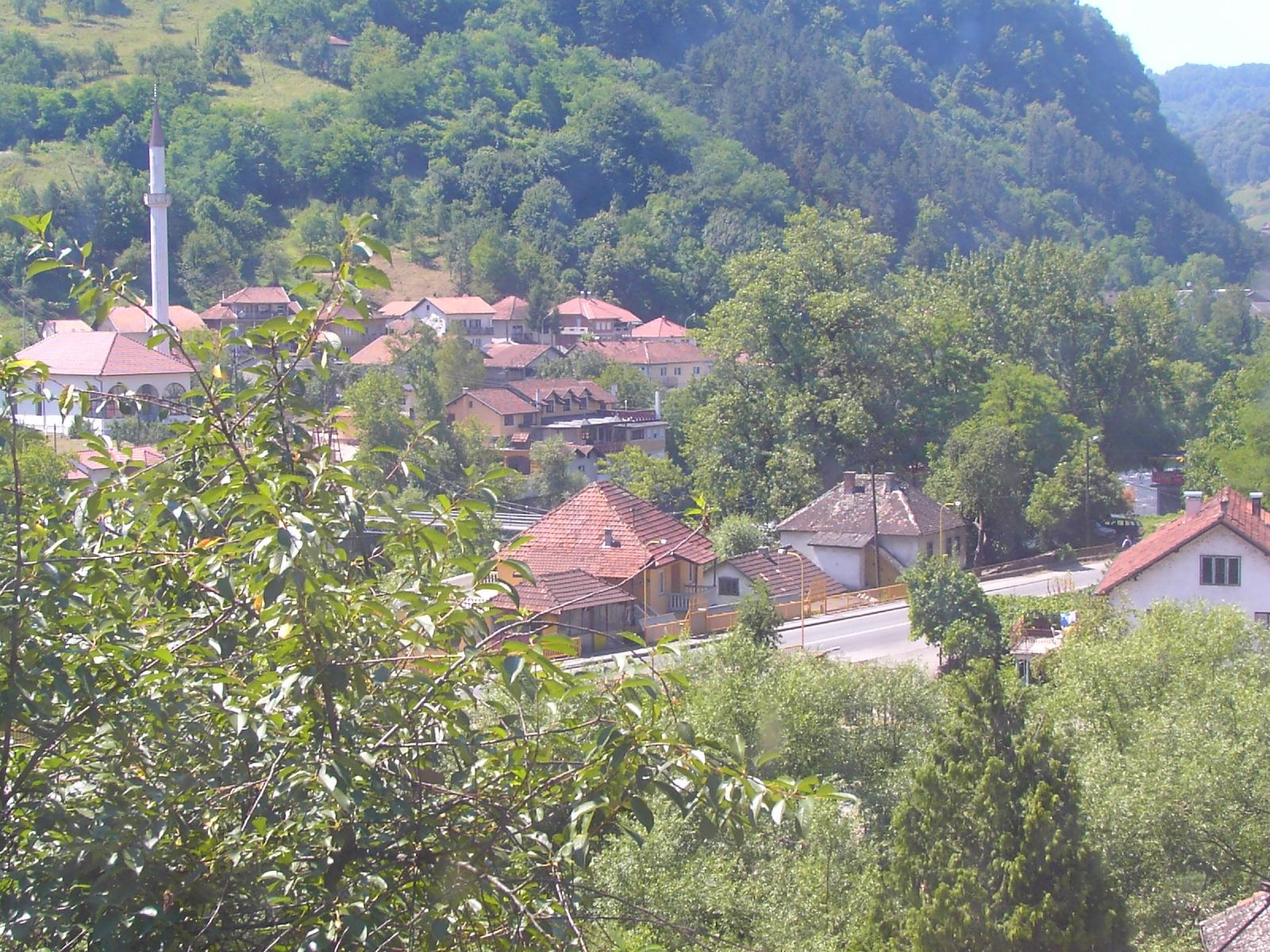
Gornji Šeher

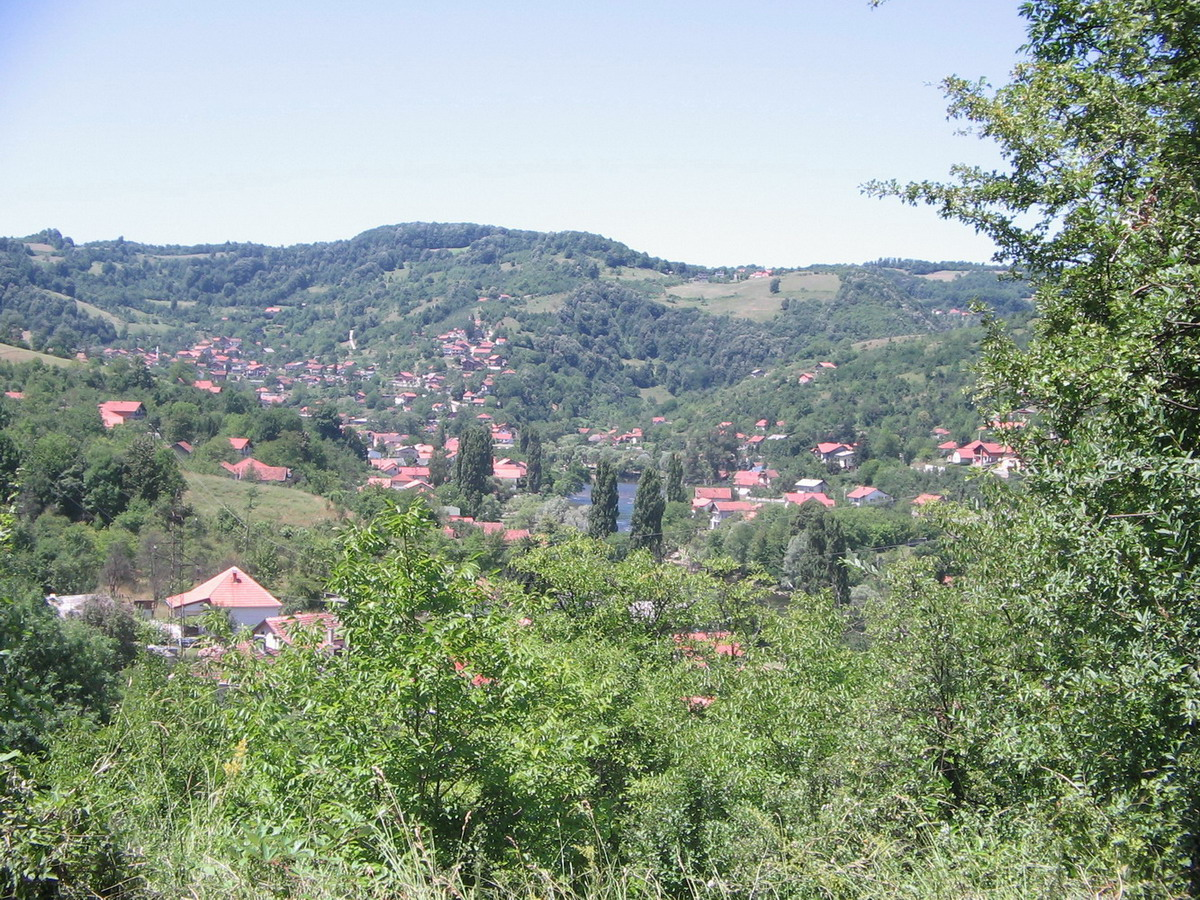

Under den romerska tiden byggdes ett bad som ligger på högra stranden av Vrbas. På den vänstra stranden finns vägen som förbinder Split (lat. Spalatum) med Gradiska (lat. Servitium/Serbinum), eller den romerska provinsen Dalmatien och Pannonien.
Turkarna erövrade Banja Luka år 1521. Den äldsta turkiska staden fanns här. Ferhat Pasha Sokolović byggde år 1580 en basar några kilometer nedströms, på vänstra stranden av floden Vrbas (nära fästningen Kastel). 

## Utbildning

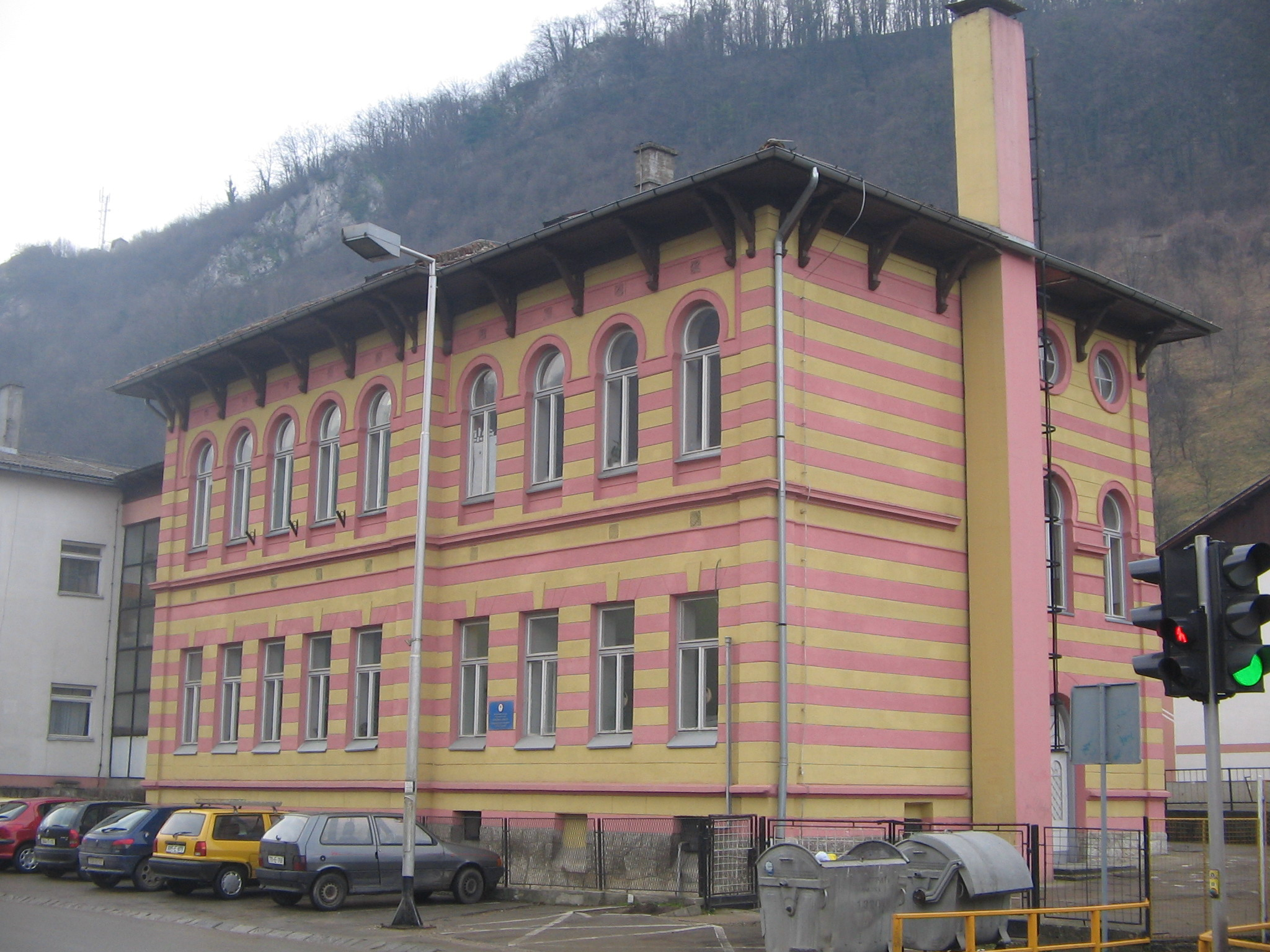
Grundskolan "Branislav Nušić".

I Gornji Šeher finns grundskolan "Branislav Nušić".

## Demografi
Vid senaste folkräkningen 1991 hade Gornji Šeher 4 920 invånare, med följande etniska sammansättning:
- Bosnjaker - 3.115
- Serber    - 1.235
- Kroater  - 56
- Јugoslaver- 361
- Okänt/övrigt - 153